# Tardígrads

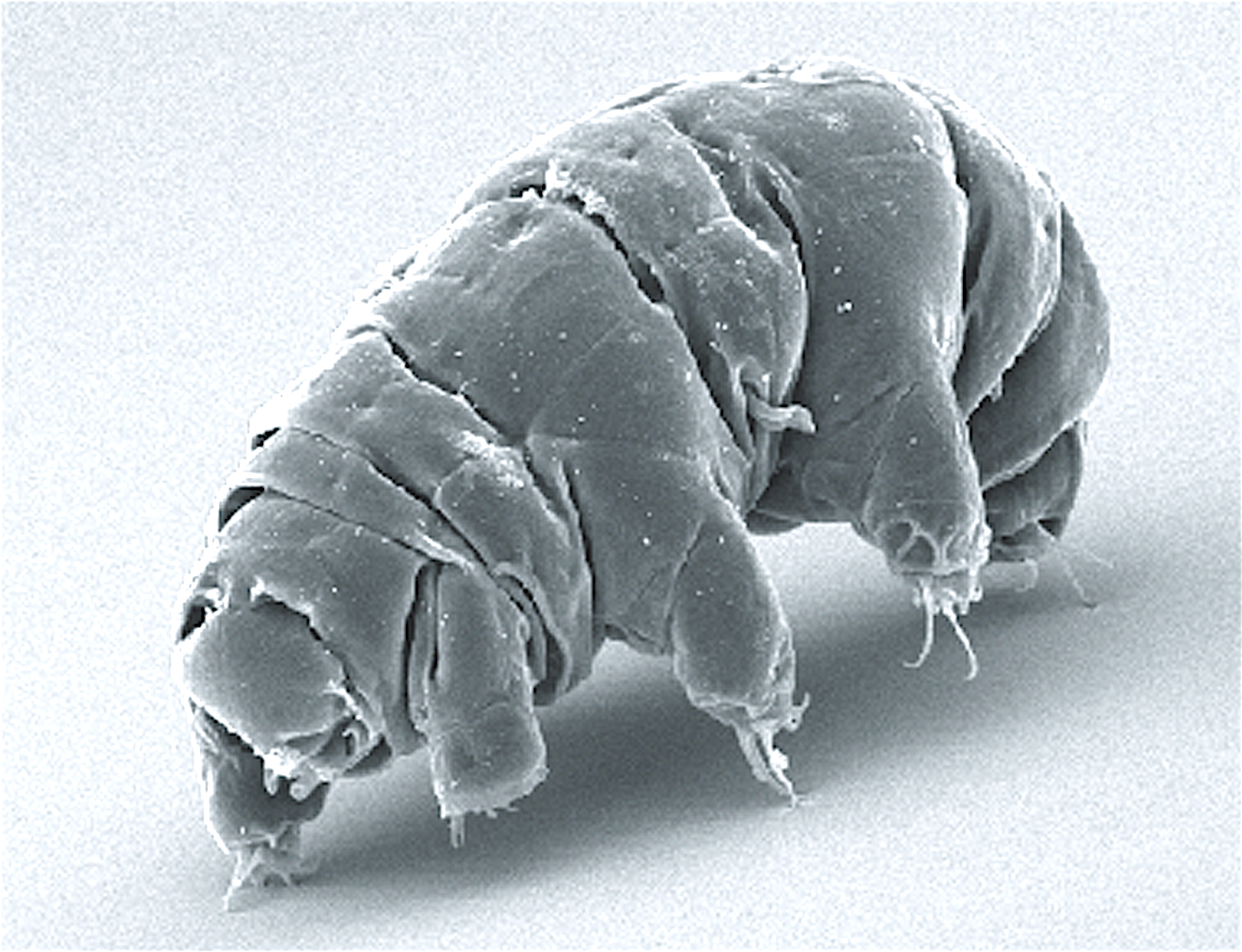
Milnesium tardigradum.

Els tardígrads (Tardigrada, del llatí tardus, 'lent', i gradus, 'pas') són un embrancament d'animals microscòpics pertanyents al superembrancament dels ecdisozous. Són petits i aquàtics, tenen vuit potes, estan segmentats i tenen una cutícula que muden regularment. Són similars als artròpodes i probablement hi estan emparentats. Se'n coneixen unes 1.150 espècies, classificades en tres classes: els eutardígrads, els heterotardígrads i els mesotardígrads.

## Història
Els tardígrads van ser descrits per primera vegada per Johann August Ephraim Goeze l'any 1773 com "kleiner Wasserbär" (petit os d'aigua). El nom Tardigrada significa "caminar lentament" i fou establert per Lazzaro Spallanzani l'any 1776.

## Morfologia
Els adults més grossos poden assolir una longitud corporal d'1,5 mm, els més petits per sota de 0,1 mm. Les larves poden arribar a estar per sota dels 0,05 mm. Els tardígrads tenen el cos dividit en quatre segments (sense comptar el cap), quatre parells de potes sense articulacions acabades amb urpes o ungles. Els tres primers parells tenen funció locomotora, mentre que el darrer parell s'usen en la fixació. El cos està recobert per una cutícula que conté quitina i es renova amb freqüència; és molt permeable i permet la ràpida hidratació i deshidratació de l'animal.

## Anatomia interna
L'aparell digestiu consta de tres regions: l'estomodeu (format per la boca, la cavitat bucal, el tub bucal, el bulb faringi i l'esòfag) el mesodeu i el proctodeu, la primera i la darrera de les quals són d’origen ectodèrmic i estan revestides de cutícula. El mesodeu és d’origen endodèrmic i és on es realitza la digestió i l'absorció dels aliments. No hi ha un aparell respiratori ni circulatori diferenciats, de manera que la respiració és cutània. L'excreció es fa per les glàndules bucals, per l'epiteli de l’intestí mitjà i per les glàndules de Malpighi quan són presents (eutardígrads).
Tenen un sistema nerviós ventral amb un gangli per segment, i un cervell multilobulat. Els òrgans sensorials són rudimentaris; es tracta de taques oculars, situades a la regió cefàlica, i pèls i papil·les distribuïts per diferents regions del cos.
En lloc de celoma tenen hemocel. L'únic lloc on pot haver-hi celoma veritable és al voltant de la gònada. Tot i que algunes espècies són partenogenètiques, els mascles i les femelles són presents, cadascun amb una única gònada. Els tardígrads són eutèlics (tots els adults de la mateixa espècie tenen el mateix nombre de cèl·lules) i ovípars. La majoria d'espècies de tardígrads tenen al voltant d'unes 40.000 cèl·lules al cos adult.

## Història natural
La majoria del tardígrads són fitòfags i s’alimenten absorbint el citoplasma de les cèl·lules d'algues, molses i líquens. Alguns són carnívors (gènere Milnesium), i s'alimenten de rotífers i nematodes. Els tardígrads es troben més fàcilment en líquens i molses, tot i que també es poden trobar en altres medis com ara dunes, platges, al sòl o a sediments marins o d'aigua dolça, on es trobaran sovint (fins a 25.000 animals per litre). Una forma fàcil de trobar tardígrads és submergint un tros de molsa en aigua durant un parell d'hores.
Els tardígrads són capaços de resistir condicions ambientals extremes que matarien quasi qualsevol altre animal. Alguns poden sobreviure a temperatures pròximes al zero absolut (–273 °C) i temperatures elevades fins a 151 °C, poden suportar mil vegades més radiació que altres animals i poden passar fins a una dècada sense aigua. També poden sobreviure a pressions sis vegades superiors a les del més profund dels oceans, i resistir la immersió en alcohol pur o èter i l'exposició a condicions de buit.
Així, no és estrany que es trobin tardígrads per tot el món, en hàbitats tan dispars com els cims de l'Himàlaia (per sobre dels 6.000 metres), sota capes de gel de l'Antàrtida, a les regions equatorials i en les profunditats marines (per sota dels 4.000 metres).
En diverses ocasions, els tardígrads s'han escollit com una de les especies terrestres ideals per a viatjar a l'espai. El setembre de 2007, formant part de la missió FOTON-M3, un grup de tardígrads deshidratats van ser exposats a condicions de buit i radiació ultraviolada en l'espai exterior, orbitant la Terra, a una altura de tres-cents quilòmetres, durant deu dies. A la tornada, els tardígrads van ser sotmesos a rehidratació. El 68% dels individus va sobreviure. El maig del 2011 també es van enviar tardígrads a bord de l'Estació Espacial Internacional, els quals van suportar sense problema les condicions de microgravetat i radiació còsmica a les quals van ser exposats.